# エドワード・ジョゼフ・コリンズ
エドワード・ジョゼフ・コリンズ（Edward Joseph Collins, 1886年 – 1951年）は、アメリカ合衆国のピアニスト・指揮者・作曲家。イリノイ州ジョリエット出身。
シカゴでルドルフ・ガンツに師事する。1906年にガンツに連れられてベルリンに留学し、ベルリン高等音楽学校に入学してピアノ演奏を学ぶ傍ら、作曲をマックス・ブルッフとエンゲルベルト・フンパーディンクに師事する。卒業後間もなくベルリンでピアニストとして首尾よくデビューし、1912年にアメリカに帰国すると、コントラルト歌手のエルネスティーネ・シューマン＝ハインクと演奏旅行を行なった。その後はニューヨーク・センチュリー歌劇団やバイロイト音楽祭の指揮者助手を務めた。第一次世界大戦中は、通訳として従軍し、ピアニストとして部隊を慰問した。戦後はシカゴに戻り、シカゴ音楽大学の教員に就任した。シカゴでは、声楽を学ぶ若い女学生、フリーダ・メイヤーと出逢って結婚する。岳父オスカー・メイヤーは、精肉卸売業界の実力者であった。
作曲家としては、交響曲1つ、演奏会用序曲2つ、管弦楽組曲3つ、ピアノ協奏曲3つ、室内楽曲（複数）、ピアノ伴奏歌曲15曲、合唱とソリスト、管弦楽のためのカンタータ《大地への賛歌（Hymn to the Earth）》に加えて、多数のピアノ曲や連弾曲を遺した。